# Jiří Turek (1942)
Jiří Turek (* 5. května 1942 Nezvěstice) je český spisovatel a překladatel.
V 60. a 70. letech 20. století pracoval jako učitel na středních a základních školách v západních Čechách, kde vyučoval ruský jazyk, tělesnou výchovu a občanskou nauku. V 80. letech se stal administrativním pracovníkem v dopravě. Žil v několika městech na Chebsku a Karlovarsku, poté v Praze a v současné době pobývá v Černovicích u Tábora.
Jeho synové jsou výtvarník Filip Turek a novinář Jakub Turek. Jeho vnuci jsou spisovatel Ondřej Turek a překladatel Matouš Turek.

## Dílo
- Černovice rok po roce: dějiny Černovic s okolím 1322–2006, 2011
- Verše Čechám / Marina Cvetajevová – Stichi k Čechii / Marina Cvetajeva, překlad 2014[3]
- Černovičtí Židé - kameny a lidé, 2018. Spoluautoři Jaroslav Achab Haidler a Michal Arend